# Diócesis de Maasin
La diócesis de Maasin (en latín: Dioecesis Maasinensis, en inglés: Roman Catholic Diocese of Maasin y en cebuano: Dyosesis sa Maasin) es una circunscripción eclesiástica de la Iglesia católica en Filipinas. Se trata de una diócesis latina, sufragánea de la arquidiócesis de Cebú. Desde el 20 de enero de 1998 su obispo es Precioso Dacalos Cantillas, de la Pía Sociedad de San Francisco de Sales.

## Territorio y organización
La diócesis tiene 2525 km² y extiende su jurisdicción sobre los fieles católicos de rito latino residentes en la provincia de Leyte del Sur y en los municipios de Matalom, Bato, Hilongos, Hindang, Inopacan y Baybay en la provincia de Leyte, pertenecientes a la región de Bisayas Orientales.
La sede de la diócesis se encuentra en la ciudad de Maasin, en donde se halla la Catedral de Nuestra Señora de la Asunción.
En 2019 en la diócesis existían 47 parroquias.

## Historia
La diócesis fue erigida el 23 de marzo de 1968 con la bula Dei Filium adorandum del papa Pablo VI, obteniendo el territorio de la diócesis de Palo (hoy arquidiócesis de Palo).

## Estadísticas
Según el Anuario Pontificio 2020 la diócesis tenía a fines de 2019 un total de 653 585 fieles bautizados.
| Año                                                                             | Población            | Población | Población      | Sacerdotes | Sacerdotes    | Sacerdotes    | Bautizados por sacerdote | Diáconos permanentes | Religiosos | Religiosos | Parroquias |
| Año                                                                             | Bautizados católicos | Total     | % de católicos | Total      | Clero secular | Clero regular | Bautizados por sacerdote | Diáconos permanentes | Varones    | Mujeres    | Parroquias |
| ------------------------------------------------------------------------------- | -------------------- | --------- | -------------- | ---------- | ------------- | ------------- | ------------------------ | -------------------- | ---------- | ---------- | ---------- |
| 1969                                                                            | 347 000              | 375 000   | 92.5           | 38         | 28            | 10            | 9131                     |                      | 11         | 20         | 25         |
| 1980                                                                            | 444 519              | 479 255   | 92.8           | 41         | 36            | 5             | 10 841                   |                      | 5          | 28         | 27         |
| 1990                                                                            | 504 652              | 557 537   | 90.5           | 36         | 36            |               | 14 018                   |                      |            | 91         | 30         |
| 1999                                                                            | 565 438              | 633 026   | 89.3           | 58         | 56            | 2             | 9748                     |                      | 2          | 88         | 41         |
| 2000                                                                            | 621 391              | 691 887   | 89.8           | 57         | 55            | 2             | 10 901                   |                      | 2          | 135        | 41         |
| 2001                                                                            | 551 732              | 605 901   | 91.1           | 57         | 57            |               | 9679                     |                      |            | 118        | 41         |
| 2002                                                                            | 559 828              | 614 534   | 91.1           | 59         | 59            |               | 9488                     |                      |            | 123        | 41         |
| 2003                                                                            | 567 233              | 624 720   | 90.8           | 62         | 62            |               | 9148                     |                      |            | 131        | 41         |
| 2004                                                                            | 572 905              | 630 966   | 90.8           | 66         | 66            |               | 8680                     |                      |            | 110        | 41         |
| 2013                                                                            | 701 000              | 787 000   | 89.1           | 75         | 75            |               | 9346                     |                      | 3          | 130        | 41         |
| 2016                                                                            | 738 000              | 829 000   | 89.0           | 86         | 86            |               | 8581                     |                      | 4          | 130        | 42         |
| 2019                                                                            | 653 585              | 711 130   | 91.9           | 100        | 94            | 6             | 6535                     |                      | 10         | 132        | 47         |
| Fuente: Catholic-Hierarchy, que a su vez toma los datos del Anuario Pontificio. |                      |           |                |            |               |               |                          |                      |            |            |            |

## Episcopologio
- Vicente Ataviado y Tumalad † (17 de junio de 1968-4 de marzo de 1997 falleció)
- Precioso Dacalos Cantillas, S.D.B., desde el 20 de enero de 1998